# Saison 3 de Caïn
Chronologie
Saison 2 Saison 4
Cet article présente les épisodes de la troisième saison de la série télévisée Caïn.

## Distribution

### Acteurs principaux
- Bruno Debrandt : Capitaine Frédéric « Fred » Caïn
- Julie Delarme : Lieutenant Lucie Delambre
- Frédéric Pellegeay : Commandant Jacques Moretti
- Smadi Wolfman : Dr Elizabeth Stunia
- Mourad Boudaoud : Lieutenant Borel

### Acteurs récurrents
- Davy Sanna : Ben, fils de Fred et Gaëlle (épisodes 1-2, 4 et 6-8)
- Juliet Lemonnier : Amandine Zuycker, petite-amie de Ben (épisodes 1-2, 4 et 6-8)
- Jean-Yves Berteloot : Valentin Zuycker, père d'Amandine (épisodes 1, 4 et 6-8)
- François-Dominique Blin : Franck Carsenti, ami de Lucie et dealer (épisodes 2, 3, 4 et 7-8)
- Anne Suarez : Gaëlle, ex-femme de Fred (épisodes 7 et 8)

## Liste des épisodes

### Épisode 1:Coupables
- France : 3 avril 2015 sur France 2

- France : 3,80 millions de téléspectateurs (15,2 % de part d'audience)[1] (première diffusion)

- Pascal Légitimus : Capitaine Émile Allard
- Serge Gisquière : Hervé Montoit
- Sylviane Simonet : Mme Jubin
- Cateline Alteirac Mme Delognes
- Liviane Revel : Mylène Montoit
- Charles Salvy : Stéphane Delognes
- Manon Guidoni : L'auto-stoppeuse
- Éric Pécout : Le flic

### Épisode 2:Réalités
- France : 3 avril 2015 sur France 2

- France : 3,52 millions de téléspectateurs (15,1 %)[1] (première diffusion)

- Didier Cauchy : Daniel Leroy
- Anne Azoulay : Anaëlle
- Aude Candela : Louise Constant
- Jean-Jérôme Esposito : Gaëtan Dewelt
- Hubert Rollet : Costard
- Philippe Koa : Cravate
- Géraldine Bascou : Manon Degué

### Épisode 3:Rumeurs
- France : 10 avril 2015 sur France 2

- France : 3,65 millions de téléspectateurs (14,9 %)[2] (première diffusion)

- Marc Duret : Yann Barbet
- Sandra Dorset : Francine
- Jean Nehr : Antoine Villon
- Guillaume Marquet : Pierre Villon
- Victor Boulenger : Kevin
- Antoine Coesens : Monsieur Chevalier
- Amélie de Vautibault : Madame Chevalier
- Margaux Levy : Mathilde
- Franck Libert : Policier de la brigade des mineurs
- Isabelle Tephany : Commandant Sabatier
- Agnès Audiffren : Commandant de Vergnes
- Monique d'Aubigny : Résident 1
- Patrick Seminor : Résident 2
- Ayoub Bara : Guetteur cité

### Épisode 4:Miss Amore
- France : 10 avril 2015 sur France 2

- France : 3,34 millions de téléspectateurs (14,9 %)[2] (première diffusion)

- Agathe de la Boulaye : Agathe / Franck
- Julien Sabatié-Ancora : Laurent Delgado
- François Cottrelle : Psy d'Agathe
- Isabelle Tephany : Commandant Sabatier
- Agnès Audiffren : Commandant de Vergnes
- Jan-Luck Levasseur : Ludovic Cottet
- Émilie Danner : Marie Delgado
- Carolane Cirilli : Elise
- Teddy Laroutis : Organisateur speed-dating
- David Nguyen : Homme speed-dating
- Magali Lerbey : Femme speed-dating
- Cécile Pallas : Alexandra Zuycker, mère d'Amandine

### Épisode 5:Âme sœur
- France : 17 avril 2015 sur France 2

- France : 3,66 millions de téléspectateurs (15,4 %)[3] (première diffusion)

- Emmanuel Patron : Commandant Leroux
- Sonia Rolland : Betty
- Caroline Bourg : Nathalie Malherbe
- Franck Mansoni : Milo
- Guillaume Lanson : Kovacs
- Laureline Lebris-Cep : Cécile

### Épisode 6:Bijoux de famille
- France : 17 avril 2015 sur France 2

- France : 3,48 millions de téléspectateurs (15,7 %)[3] (première diffusion)

- Emmanuel Patron : Commandant Leroux
- Lionnel Astier : Philippe Carlier
- Mathilde Lebrequier : Catherine Carlier
- Ali Guentas : Omar Faraoui
- Anissa Alalli : Malika Faraoui
- Rénald Papin : Le gardien de la paix
- Thierry Otin : Le médecin
- Stefo Linard : Gérard Bouit
- Damaé Ghendril-Feillant : L'infirmière
- Stéphane Vasseur : Le juge Franceschi
- Serge Dupire : Maître Lefebvre

### Épisode 7:Le fils de Caïn (première partie)
- France : 24 avril 2015 sur France 2

- France : 3,75 millions de téléspectateurs (15,6 %)[4] (première diffusion)

- Cécile Pallas : Alexandra Zuycker, mère d'Amandine
- Clara Huet : Candice, maîtresse de Valentin Zuycker
- Arsène Jiroyan : Marcel Blanchard
- Chérif Mahduoubi : Boubadia, dealer
- Oussama Abbassa : Lascar 1
- Joris Zapiain : Lascar 2
- Samuel Naiman : Lascar 3
- Romain Brethau : Arthur
- Jean-Baptiste Sagory : Julien
- Jassir Chaouch : Rachid
- René Brunié : André
- Nadine Roman : Françoise

### Épisode 8:Le fils de Caïn (deuxième partie)
- France : 24 avril 2015 sur France 2

- France : 3,70 millions de téléspectateurs (16,2 %)[4] (première diffusion)

- Clara Huet : Candice, maîtresse de Valentin Zuycker
- Romain Brethau : Arthur
- Shad Reis : Maître Martin
- Stéphane Vasseur : Le juge Franceschi